# Alexey Lyalko
Alexey Lyalko (né le 12 janvier 1985) est un coureur cycliste kazakh.

## Palmarès sur route

### Palmarès par années
- 2004
  - 3e du championnat du Kazakhstan du critérium[1]
- 2008
  - Cycling Golden Jersey
- 2011
  - 1re étape du Tour d'Azerbaïdjan

### Classements mondiaux
| Année           | 2005 | 2006  | 2007 | 2008  | 2009 | 2010 | 2011  | 2012 | 2013 |
| --------------- | ---- | ----- | ---- | ----- | ---- | ---- | ----- | ---- | ---- |
| UCI Asia Tour   |      | 190e  |      |       | 29e  | 340e | 188e  | 323e | 347e |
| UCI Europe Tour | 878e | 1162e |      | 1289e |      |      | 1128e |      |      |

## Palmarès sur piste

### Championnats du monde
- Melbourne 2012
  - 15e de la poursuite par équipes
  - 22e de l'omnium

### Championnats du monde B
- 2007
  -  Champion du monde B du scratch

### Championnats d'Asie
- Ludhiana 2005
  -  Médaille d'argent de la course à l'élimination
  -  Médaille d'argent de la poursuite
- Nara 2008
  -  Médaille d'argent de l'omnium
- Kuala Lumpur 2012
  -  Champion d'Asie de l'omnium
  -  Médaillé de bronze de la poursuite par équipes

### Jeux d'Asie
- 2006
  -  Médaille d'argent de l'américaine